# Milorad Trbić
Pour les articles homonymes, voir Trbić.
Milorad Trbić (né le 22 février 1958 à Ponijevo) est un serbe de Bosnie qui a servi en tant que chef de sécurité au sein de la brigade de Zvornik, de l'armée de la république serbe de Bosnie (VRS) pendant la guerre de Bosnie-Herzégovine. En raison de sa participation au génocide de Srebrenica, il a été reconnu coupable de génocide et condamné à une peine de 20 ans de prison.
Le 24 mars 2005, le Tribunal pénal international pour l'ex-Yougoslavie (TPIY) a accusé Milorad Trbić d'avoir pris part au génocide de Srebrenica.
L'acte d'accusation stipule que Trbić est tenu pour responsable de l'exécution d'environ 1000 Bosniaques à Orahovac près de Srebrenica, le 13 juillet 1995, et de nombreux autres crimes : l'exécution de six hommes bosniaques au quartier général de la brigade de Bratunac , 15 Bosniaques près de la rivière Jadar, 150 Bosniaques à Cerska dolina, plus de 130 Bosniaques près de Nova Kasaba, plus de 1000 Bosniaques dans l'entrepôt de Kravica et dans la prairie de Sandići, environ 500 Bosniaques détenus à l'école de Ročevići près de Zvornik, 1200 Bosniaques détenus à l'école de Kula près de Pilica, 500 Bosniaques près de  Kozluk, 500 Bosniaques à l'intérieur du centre culturel de Pilica, 10 Bosniaques près de Nezuk (Sapna), de 11 prisonniers blessés de l’hôpital de Milići, six Bosniaques près de Snagovi et six Bosniaques, hommes et garçons, près de Trnovo ,
En 2007, l'affaire Milorad Trbić a été transférée à la Cour de Bosnie-Herzégovine.
Le 16 octobre 2009, la Cour de Bosnie-Herzégovine a reconnu Milorad Trbić coupable de génocide et d'extermination à Srebrenica dans le cadre d'une entreprise criminelle commune, et l'a condamné à une peine de 30 ans de prison,.
Le collège du tribunal a conclu que du 12 au 16 juillet 1995, Trbić avait lui-même participé à des meurtres d'hommes de Srebrenica ou y avait apporté son aide. Il a également supervisé, dirigé et coordonné les activités d'inhumation des personnes assassinées dans des fosses communes anonymes, ainsi que leur réexhumation et leur relocalisation vers d'autres endroits, dans le but de dissimuler les preuves des crimes et l'identité des victimes.
En appel, sa peine a été réduite à 20 ans,.